# Cryptogemma phymatias
Cryptogemma phymatias is een slakkensoort uit de familie van de Turridae. De wetenschappelijke naam van de soort is voor het eerst geldig gepubliceerd in 1886 door Watson.